# Lijst van afleveringen van Medisch Centrum West
Dit is een overzicht van alle afleveringen van het televisieprogramma Medisch Centrum West.

## Seizoen 1 (1988)
- 1.1 Het Verzoek (9 februari 1988)
- 1.2 De aanklacht (16 februari 1988)
- 1.3 Een nieuwe start (23 februari 1988)
- 1.4 Irene (1 maart 1988)
- 1.5 Overspel (8 maart 1988)
- 1.6 Salto mortale (15 maart 1988)
- 1.7 De scherprechter (22 maart 1988)
- 1.8 Door 't oog van de naald (29 maart 1988)
- 1.9 De opvolging (7 april 1988)
- 1.10 Een schaduw (14 april 1988)
- 1.11 Nieuwe hoop (21 april 1988)
- 1.12 Hartzeer (28 april 1988)
- 1.13 Nieuw leven (3 mei 1988)

## Seizoen 2 (1989-1990)
- 2.14 Het ongeluk (14 november 1989)
- 2.15 Het geheim (21 november 1989)
- 2.16 De gijzeling (28 november 1989)
- 2.17 Een gebroken gezin (5 december 1989)
- 2.18 Het huwelijk (12 december 1989)
- 2.19 Het afscheid (19 december 1989)
- 2.20 Het kind van de rekening (26 december 1989)
- 2.21 Een kille echo (2 januari 1990)
- 2.22 De belofte (9 januari 1990)
- 2.23 De oplossing (16 januari 1990)
- 2.24 Wraak (23 januari 1990)
- 2.25 Het weerzien (30 januari 1990)
- 2.26 De strijd (6 februari 1990)

## Seizoen 3 (1990-1991)
- 3.27 De geboorte (26 oktober 1990)
- 3.28 De Val (2 november 1990)
- 3.29 Kansloos (9 november 1990)
- 3.30 Het Proces (16 november 1990)
- 3.31 De beproeving (23 november 1990)
- 3.32 De minnaar (30 november 1990)
- 3.33 Het huwelijk (7 december 1990)
- 3.34 Het vaderland (14 december 1990)
- 3.35 De toekomst (21 december 1990)
- 3.36 De vergissing (28 december 1990)
- 3.37 Een hoge prijs (4 januari 1991)
- 3.38 Een hart in het nauw (11 januari 1991)
- 3.39 De Straf (18 januari 1991)

## Seizoen 4 (1991)
- 4.40 De fusie (22 februari 1991)
- 4.41 Een nieuw begin (1 maart 1991)
- 4.42 Het noodlot (8 maart 1991)
- 4.43 Het bedrog (15 maart 1991)
- 4.44 Het dilemma (22 maart 1991)
- 4.45 De vlucht (29 maart 1991)
- 4.46 Het ongeluk (5 april 1991)
- 4.47 Het afscheid (12 april 1991)
- 4.48 De thuiskomst (19 april 1991)
- 4.49 Het verraad (26 april 1991)
- 4.50 De droom (3 mei 1991)
- 4.51 De val (10 mei 1991)
- 4.52 Het onderzoek (17 mei 1991)

## Seizoen 5 (1991-1992)
- 5.53 De verdenking (22 november 1991)
- 5.54 Thuisloos (29 november 1991)
- 5.55 Nieuwe hoop (6 december 1991)
- 5.56 Een gebroken hart (13 december 1991)
- 5.57 De bruiloft (20 december 1991)
- 5.58 Het verleden (27 december 1991)
- 5.59 De keuze (3 januari 1992)
- 5.60 Het oordeel (10 januari 1992)
- 5.61 Het gevecht (17 januari 1992)
- 5.62 De operatie (24 januari 1992)
- 5.63 De waarheid (31 januari 1992)
- 5.64 Het bedrog (7 februari 1992)
- 5.65 De uitlokking (14 februari 1992)
- 5.66 Een grensgeval (21 februari 1992)
- 5.67 Het komplot (28 februari 1992)

## Seizoen 6 (1992-1993)
- 6.68 De nawee (27 november 1992)
- 6.69 De zoektocht (4 december 1992)
- 6.70 Spoorloos (11 december 1992)
- 6.71 De ontkenning (4 december 1992)
- 6.72 Het ontslag (25 december 1992)
- 6.73 Lotgenoten (1 januari 1993)
- 6.74 Het geheim (8 januari 1993)
- 6.75 Verboden Liefde (17 januari 1993)
- 6.76 De dader (22 januari 1993)
- 6.77 Het proces (29 januari 1993)
- 6.78 De misdaad (5 februari 1993)
- 6.79 De herdenking (12 februari 1993)
- 6.80 De acceptatie (19 februari 1993)
- 6.81 Chantage (26 februari 1993)
- 6.82 Harteloos (5 maart 1993)
- 6.83 De ontmaskering (12 maart 1993)
- 6.84 Pleidooi (19 maart 1993)
- 6.85 De arrestatie (26 maart 1993)

## Seizoen 7 (1993-1994)
- 7.86 De herinnering (5 november 1993)
- 7.87 Dwang (12 november 1993)
- 7.88 Het erfgoed (19 november 1993)
- 7.89 Een dwaze vader (26 november 1993)
- 7.90 De noodkreet (3 december 1993)
- 7.91 De vluchteling (10 december 1993)
- 7.92 De aanslag (17 december 1993)
- 7.93 De zwerfster (24 december 1993)
- 7.94 De bekentenis (31 december 1993)
- 7.95 De binding (7 januari 1994)
- 7.96 De ontmoeting (14 januari 1994)
- 7.97 De hereniging (21 januari 1994)
- 7.98 De keuze (28 januari 1994)
- 7.99 Het misverstand (4 februari 1994)
- 7.100 Epidemie (11 februari 1994)